# Amsterdam (fonderie typographique)
Pour les articles homonymes, voir Amsterdam (homonymie).
La fonderie de caractères Amsterdam (Tetterode Nederland ou Lettergieterij Amsterdam) fut, dans la première moitié du XXe siècle, l'une des plus importantes fonderies typographiques européennes.
Elle fut fondée en 1851 à Amsterdam par Nicolaas Tetterode.

## Histoire
La fonderie cesse son activité en 1988 ; une partie du matériel est conservée par l'université d'Amsterdam.

## Production
La fonderie Amsterdam employa quelques-uns des plus grands dessinateurs de caractères européens, dont : 
- Sjoerd Hendrik de Roos (1877-1962)
- Dick Dooijes (1909-1998)
- José Mendoza y Almeida (1926-2018)
- Jan Tschichold (1902-1974)

La fonderie Amsterdam contracta par ailleurs avec l'American Type Founders company pour la distribution en Europe de caractères américains. 